# Meeresschutzgebiet Portofino
Das Meeresschutzgebiet Portofino wurde am 26. April 1999 mit dem Hauptsitz in Santa Margherita Ligure in der Provinz Genua eingerichtet. Am beziehungsweise im Meeresschutzgebiet liegen die Gemeinden Camogli, Santa Margherita Ligure und Portofino.
Der unter besonderen Schutz stehende Meeresabschnitt umschließt die Halbinsel von Portofino, auf der sich der regionale Naturpark Portofino befindet, welcher in naher Zukunft in einen Nationalpark umklassifiziert werden soll.

## Das Schutzgebiet
Die Klippen der Halbinsel bieten unter der Wasseroberfläche Lebensraum für eine reiche Fauna und eine im Mittelmeer einzigartige Flora.
Das Schutzgebiet wurde in drei Zonen unterteilt (A, B und C). In allen drei Zonen ist der freie Schiffsverkehr, die Jagd/Angeln beziehungsweise jeder Eingriff in die Fauna und das Unterwasserfischen verboten; das Sporttauchen ist eingeschränkt. Streng verboten ist in jedem Fall das Sporttauchen mit Bodenkontakt und das Ankerlassen jeglicher Seefahrzeuge.

### Zone A
Die Zone A (Vollständiges Reservat) umfasst den Meeresabschnitt Cala dell'Oro, der durch eine imaginäre Gerade durch die beiden Felsvorsprüngen Punta Torretta und Punta del Buco vom übrigen Schutzgebiet abgetrennt ist. In diesem Abschnitt ist jeglicher Schiffsverkehr, sowie das Baden, Angeln und Tauchen verboten.
Der Lebensraum in dieser Zone wird umfassend geschützt; lediglich Rettungsmaßnahmen sowie autorisierte wissenschaftliche Aktivitäten sind gestattet.

### Zone B
Die Zone B (Allgemeines Reservat) erstreckt sich von der Punta del Faro di Portofino bis zur Punta Chiappa, der Ortschaft San Rocco, welche zu der Gemeinde Camogli zählt. Ausgenommen ist der schmale Zufahrtskorridor nach San Fruttuoso.
In diesem Meeresabschnitt ist das Sportfischen nur der einheimischen Bevölkerung gestattet. Gerätetauchgänge sind lediglich den verschiedenen Tauchorganisationen beziehungsweise autorisierten Privatpersonen erlaubt; wohingegen das Apnoetauchen und Baden uneingeschränkt gestattet ist. Vom Festland ausgehende Tauchgänge sind jedoch nur vom Punta Chiappa, Il Dragone und La Colombara erlaubt.
Der Meeresabschnitt ist sehr beliebt bei Tauchern, die eine bedeutende Unterwasserwelt zu Gesicht bekommen. Von besonderem Interesse ist die Rote Hornkoralle (Paramuricea clavata) und die reiche Fauna. In dieser Zone befindet sich ebenfalls die Unterwasserstatue Cristo degli abissi.

### Zone C
Die Zone C (Teilreservat) befindet sich an den beiden Seiten der Halbinsel von Portofino und ist für seine weitläufigen Neptungrasbänke (posidonia oceanica) bekannt. Das Baden und Tauchen ist gestattet, soweit es den natürlichen Lebensraum nicht gefährdet. Das Sportfischen ist partiell erlaubt.

## Galerie

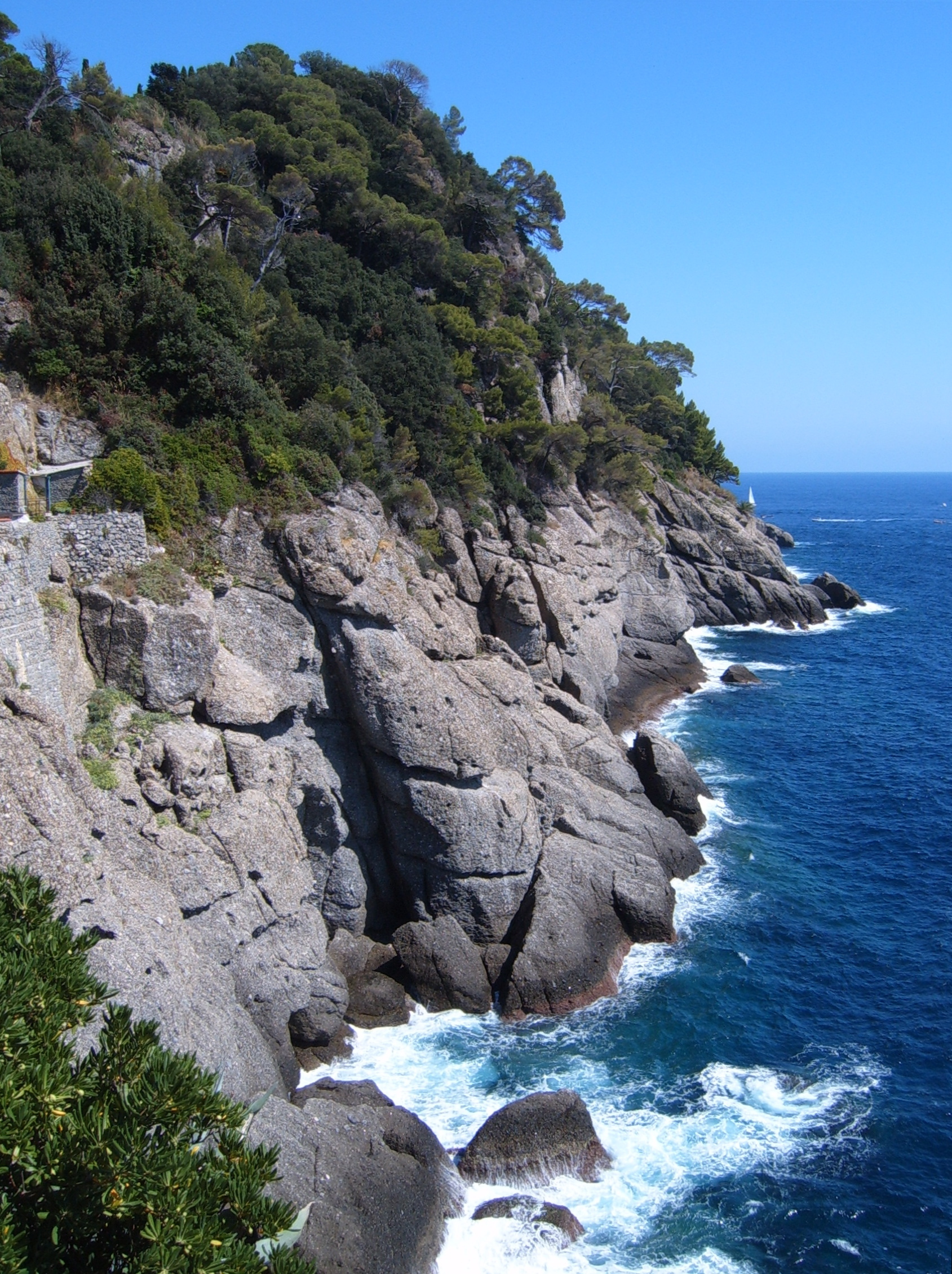
Blick auf die Küste bei der Kirche San Giorgio, Portofino
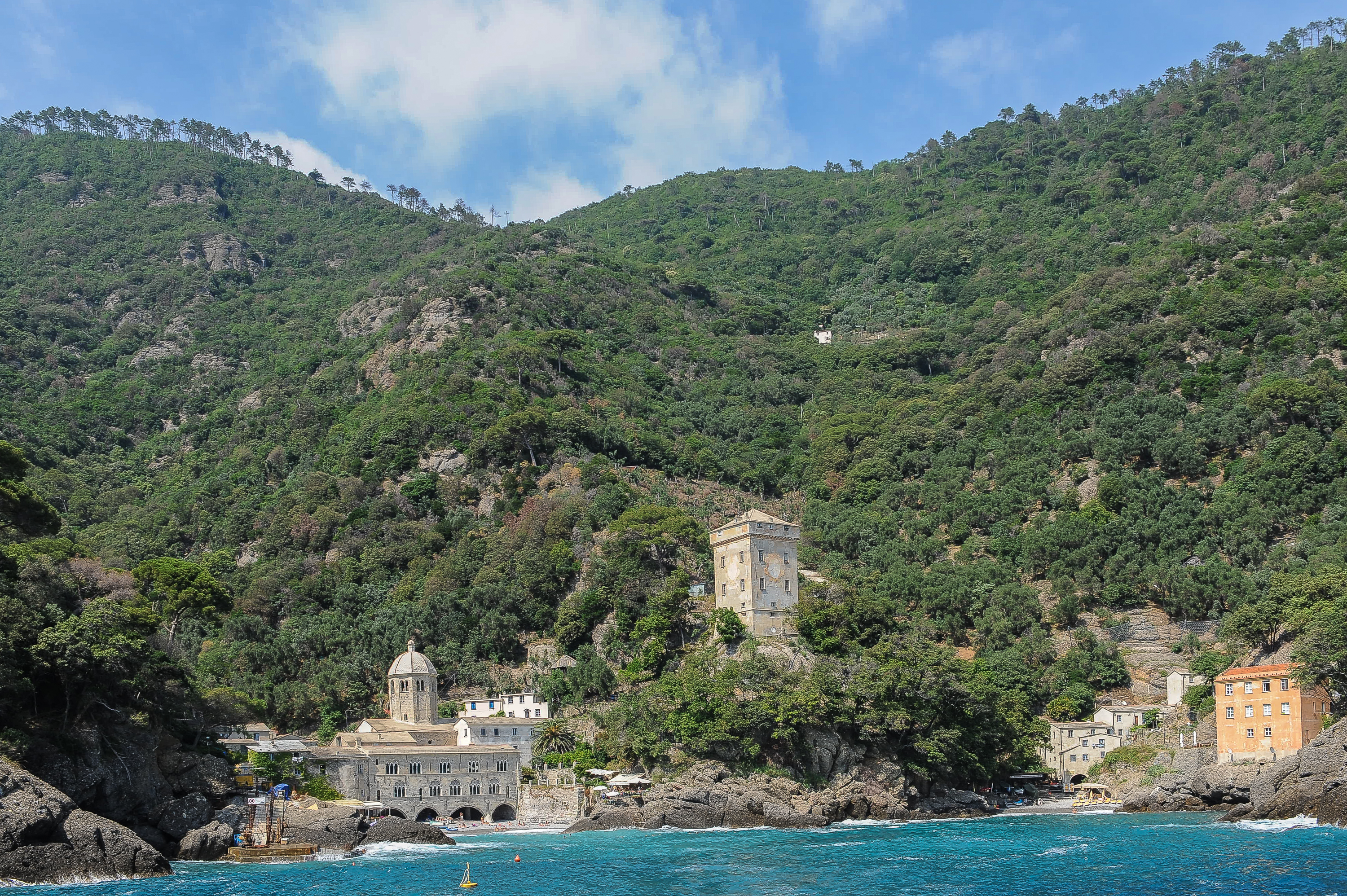
Die Bucht von San Fruttuoso
Der Cristo degli abissi
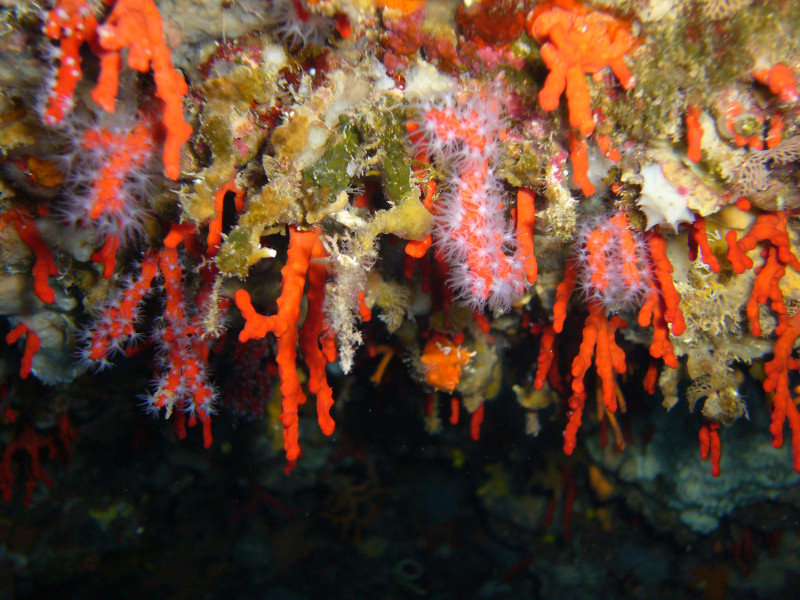
Edelkorallen (Corallium rubrum), im Reservat aufgenommen